# Backstreet's Back
Backstreet's Back er et album af Backstreet Boys, som blev udgivet internationalt i 1997, men ikke i USA. Det var en opfølgning på deres succesfulde debutalbum Backstreet Boys. Albummet blev udgivet d. 11. august 1997 i Europa. 

## Trackliste

### Storbritannien, Europa og Australien's udgave
| Nummer | Titel                                                     | Sangskriver(e)                              | Længde |
| ------ | --------------------------------------------------------- | ------------------------------------------- | ------ |
| 1.     | "Everybody (Backstreet's Back)"                           | Denniz PoP, Max Martin                      | 3:44   |
| 2.     | "As Long as You Love Me"                                  | Max Martin                                  | 3:40   |
| 3.     | "All I Have to Give"                                      | Full Force                                  | 4:37   |
| 4.     | "That's the Way I Like It"                                | Denniz PoP, Max Martin, Herbert Crichlow    | 3:40   |
| 5.     | "10,000 Promises"                                         | Max Martin                                  | 4:00   |
| 6.     | "Like a Child"                                            | Fitz Gerald Scott                           | 5:05   |
| 7.     | "Hey, Mr. D.J. (Keep Playin' This Song)"                  | Timmy Allen, Larry Campbell, Jolyon Skinner | 4:25   |
| 8.     | "Set Adrift on Memory Bliss"                              | Attrell Cordes, Gary James Kemp             | 3:40   |
| 9.     | "That's What She Said"                                    | Brian Littrell                              | 4:05   |
| 10.    | "If You Want It to Be Good Girl (Get Yourself a Bad Boy)" | R.J. Lange                                  | 4:47   |
| 11.    | "If I Don't Have You"                                     | Gary Baker, Wayne Perry, Timmy Allen        | 4:35   |

#### Bonustrack i Canada
Canadisk bonustrack
| Nummer | Titel              | Sangskriver(e) | Længde |
| ------ | ------------------ | -------------- | ------ |
| 10.    | "Anywhere for You" | Baker, Perry   | 4:42   |

### Asien, Japan og Australiens "Jule" udgave
Juleudgaven i Asien, Japan og Australien. 
| Nummer | Titel                                                     | Sangskriver(e)                              | Længde |
| ------ | --------------------------------------------------------- | ------------------------------------------- | ------ |
| 1.     | "Everybody (Backstreet's Back)"                           | Denniz PoP, Max Martin                      | 3:44   |
| 2.     | "As Long as You Love Me"                                  | Max Martin                                  | 3:40   |
| 3.     | "All I Have to Give"                                      | Full Force                                  | 4:37   |
| 4.     | "Missing You"                                             | Jolyon Skinner, Tetsuya Komuro              | 4:31   |
| 5.     | "That's the Way I Like It"                                | Denniz PoP, Max Martin, Herbert Crichlow    | 3:40   |
| 6.     | "10,000 Promises"                                         | Max Martin                                  | 4:00   |
| 7.     | "Like a Child"                                            | Fitz Gerald Scott                           | 5:05   |
| 8.     | "Hey, Mr. D.J. (Keep Playin' This Song)"                  | Timmy Allen, Larry Campbell, Jolyon Skinner | 4:25   |
| 9.     | "Set Adrift on Memory Bliss"                              | Attrell Cordes, Gary James Kemp             | 3:40   |
| 10.    | "That's What She Said"                                    | Brian Littrell                              | 4:05   |
| 11.    | "If You Want It to Be Good Girl (Get Yourself a Bad Boy)" | R.J. Lange                                  | 4:47   |
| 12.    | "All I Have to Give" (Part II – The Conversation Mix)     | Full Force                                  | 4:46   |
| 13.    | "If I Don't Have You"                                     | Gary Baker, Wayne Perry, Timmy Allen        | 4:35   |